# 石神秀幸
石神 秀幸（いしがみ ひでゆき、1972年8月19日 - ）は、日本の実業家、ラーメン評論家、料理評論家。ソニー・ミュージックアーティスツ所属。ラーメンの世界に関して、「神の舌を持つ男」と呼ばれている。

## 人物
東京都世田谷区生まれ。不動産会社社員などを経験。調理師免許を取得している。日本ソムリエ協会（JSA）認定シニアソムリエ、ワインエキスパート。SAKE DIPLOMA、チーズプロフェッショナル協会（CPA）認定チーズプロフェッショナル
1995年、当時交際のあった女性が応募して出場したテレビ東京の「TVチャンピオンラーメン王選手権」で第3回、第4回と連続優勝し、その後ラーメン評論家として活動することとなった。「神の舌を持つ男」がキャッチフレーズで「和歌山ラーメン」「Wテイスト」「スープOFF」など数々のブームを起こし、「インスパイア系」「鶏白湯ラーメン」などのジャンルも確立。また、数種類の麺を一杯の丼の中で合わせたり、数種類の香味油を使い分けて複数のメニューを提供するといった技法を考案した。
2003年、食のコンサルタント会社である有限会社ゼッター（現：株式会社ゼッター）を設立。2005年、株式会社cache cacheを設立。日本初のスープ春雨＆火鍋専門店「七宝麻辣湯」やワイン・パイチューBAR「LeBrassage et la Distillation」を経営。合宿型ラーメン屋開業塾「食の道場」では塾長に就任しており、日本を代表する料理人100人以上で構成された組織「超人シェフ倶楽部」では初年度の理事を務めた。
ラーメン本の執筆をはじめ、「お台場ラーメンPARK in 福井」などのイベントや飲食店のプロデュース、カップヌードルの開発コンサルタントなど食全般に活動の幅を広げて現在に至る。
食べ歩きのスタイルとしては、3食ラーメンだけを食べ続けたことが短命につながったとされる武内伸や北島秀一とは正反対で、「一つの食を極める為には様々な食を知る必要性がある」をモットーにラーメンに限らずほぼ毎日毎食、様々な料理を外食している。評論の公平を期するため特定の飲料を飲み、その感じ方で味覚の状態を把握している。少食であり、例えばラーメンを食べる場合は基本的に麺を半分にして注文する。普段の食事も全て外食で、素人の手料理を基本的に信頼しておらず食べることは「時間の無駄」と断定している。「素人の料理を無理矢理食わされるストレスに耐えられない」という理由で、生涯独身を貫きたいと主張している。
小学生時に自身の味覚が人並み以上に発達していることに気づき、中学生時には漫画「美味しんぼ」を読んで食の世界に興味を抱くようになる。以来食べ歩きや極少量の食品を溶かした水を利き水するなど独自の方法で舌を訓練して自身の味覚に絶対の自信を有するようになった。その味覚の鋭敏さはテレビ番組「情熱大陸」中の味覚検査で実証された。
以前はオレンジ色の服をトレードマークとして着用していたが、膨張色だからという理由で近年は黒い服を着用していることが多い。
ブログやtwitterなど閲覧無料のwebサイトであまりラーメンについて言及しないのは、お金を払ってラーメンの情報を購入してくれる会社や読者に対する仁義であるとしている。

## ラーメン本
- 『ラーメン王』（双葉社）1998年
- 『石神秀幸21世紀ラーメン伝説―東京/神奈川/埼玉/千葉首都圏極うま200店』（双葉社）2000年
- 『業界最高権威 TRY認定 ラーメン大賞』（講談社）2000年（第一回）より現在にかけてTRY審査員として参加
- 『通販ラーメン厳選110杯』（ワニブックス）2002年
- 『石神秀幸極うまラーメン―東京23区/東京西部/神奈川/埼玉/千葉 (2006-2007)』（双葉社）2006年
- 『石神秀幸選定本物のラーメン300―首都圏NO.1ラーメンガイド2007』（双葉社）2006年
- 『ラーメンの真髄』（KKベストセラーズ）2007年
- 『石神秀幸ラーメンSELECTION2008』（双葉社）2007年
- 『石神秀幸ラーメンSELECTION2009』（双葉社）2008年
- 『石神秀幸極うまラーメン―東京23区/東京西部/神奈川/埼玉/千葉 (2009-2010)』（双葉社）2009年
- 『石神秀幸ラーメンSELECTION2010』（双葉社）2009年
- 『神ラーメン』（双葉社）2011年
- 『石神秀幸のラーメンマップ東京』（幹書房）2012年
- 『ラーメン最強うんちく』（晋遊舎）2014年

## レシピ本
- 『石神秀幸のチョキチョキクッキング』（講談社）2009年

## 漫画本
- 『ビッグコミックスペリオール』連載の『ラーメン発見伝』『らーめん才遊記』『らーめん再遊記(68話まで)』（原作：久部緑郎、作画：河合単）にも協力していた。
- 『漫画アクション』連載の「拉麺バカ一代」では原作者。（作画：大谷じろう）1999年

## テレビ出演
- 愛の貧乏脱出大作戦（1999年5月31日、テレビ東京）
- 情熱大陸（2003年10月26日、MBS）
- 神の領域!（2008年3月29日、日本テレビ）
- 崖っぷち〜アラビアンサイトFEVER〜（2009年11月17日-2010年3月16日、TBS）※コーナー出演
- 有吉AKB共和国（2010年7月26日-、TBS）※不定期出演
- 人生が変わる1分間の深イイ話（2010年10月18日、日本テレビ）
- 踊る!さんま御殿!!（2010年11月2日、日本テレビ）
- 嵐にしやがれ（2010年11月6日、日本テレビ）
- 火曜サプライズ（日本テレビ）※ラーメンコーナー不定期出演
- ドライブ A GO!GO!（2010年12月12日、テレビ東京）※ドライブはしていない
- アウト×デラックス（2013年4月4日、フジテレビ）
- 森田一義アワー 笑っていいとも!（2013年8月28日、フジテレビ）過去も数回出演
- カラマーゾフの兄弟（2013年2月16日、2月23日、フジテレビ）CM中ドラマ
- 石神秀幸の決断!ラーメン旅（TOKYO MX）
- 大人のケンカ（2013年10月9日、日本テレビ）
- 笑神様は突然に…（2013年10月11日、2014年6月6日、日本テレビ）
- 今、この顔がスゴい!（2013年3月6日、TBS）
- 全力教室（2014年3月16日、フジテレビ）
- 有吉ゼミ（2014年9月15日、日本テレビ）
- 石神秀幸の決断!ラーメン開拓紀行（TOKYO MX）
- 容疑者は8人の人気芸人（2015年4月18日、フジテレビ）
- 石神秀幸の決断!ラーメン放浪記（TOKYO MX）